# Endlicheria bracteata
Endlicheria bracteata är en lagerväxtart som beskrevs av Carl Christian Mez. Endlicheria bracteata ingår i släktet Endlicheria och familjen lagerväxter. Inga underarter finns listade i Catalogue of Life.